# 虚构熊列表
这里列出了一系列虚构的熊，包括在电子游戏，电影，电视，动画，漫画和文学中出现的。此列表也包括熊猫，但不包括非属熊科的小熊猫。此列表应该仅限于有关注度的角色。

## 动画
- 咱们裸熊
- 小熊维尼
- 功夫熊猫

## 吉祥物
- 熊本熊: 日本熊本县吉祥物